# (44479) Oláheszter
(44479) Oláheszter, désignation internationale (44479) Olaheszter, est un astéroïde de la ceinture principale.

## Description
(44479) Olaheszter est un astéroïde de la ceinture principale. Il fut découvert le 24 novembre 1998 à Piszkesteto par László L. Kiss et Krisztián Sárneczky. Il présente une orbite caractérisée par un demi-grand axe de 2,89 UA, une excentricité de 0,03 et une inclinaison de 12,1° par rapport à l'écliptique.

## Compléments